# Solanum subsect. Lycopersicon
La sección Lycopersicon del género Solanum constituye un clado monofilético que agrupa al tomate, Solanum lycopersicum, y a las especies espontáneas estrechamente relacionados con él, las cuales se conocen comúnmente  como tomates silvestres. El clado está constituido por trece especies herbáceas exclusivamente sudamericanas, que habitan desde Ecuador hasta Chile. Todas estas especies constituyen un recurso genético extremadamente importante para el mejoramiento genético del tomate ya que poseen una gran cantidad de genes para resistencia a factores bióticos (plagas y enfermedades) y abióticos (estrés hídrico y salino, por ejemplo) adversos, como así también caracteres de calidad para el fruto.

## Descripción

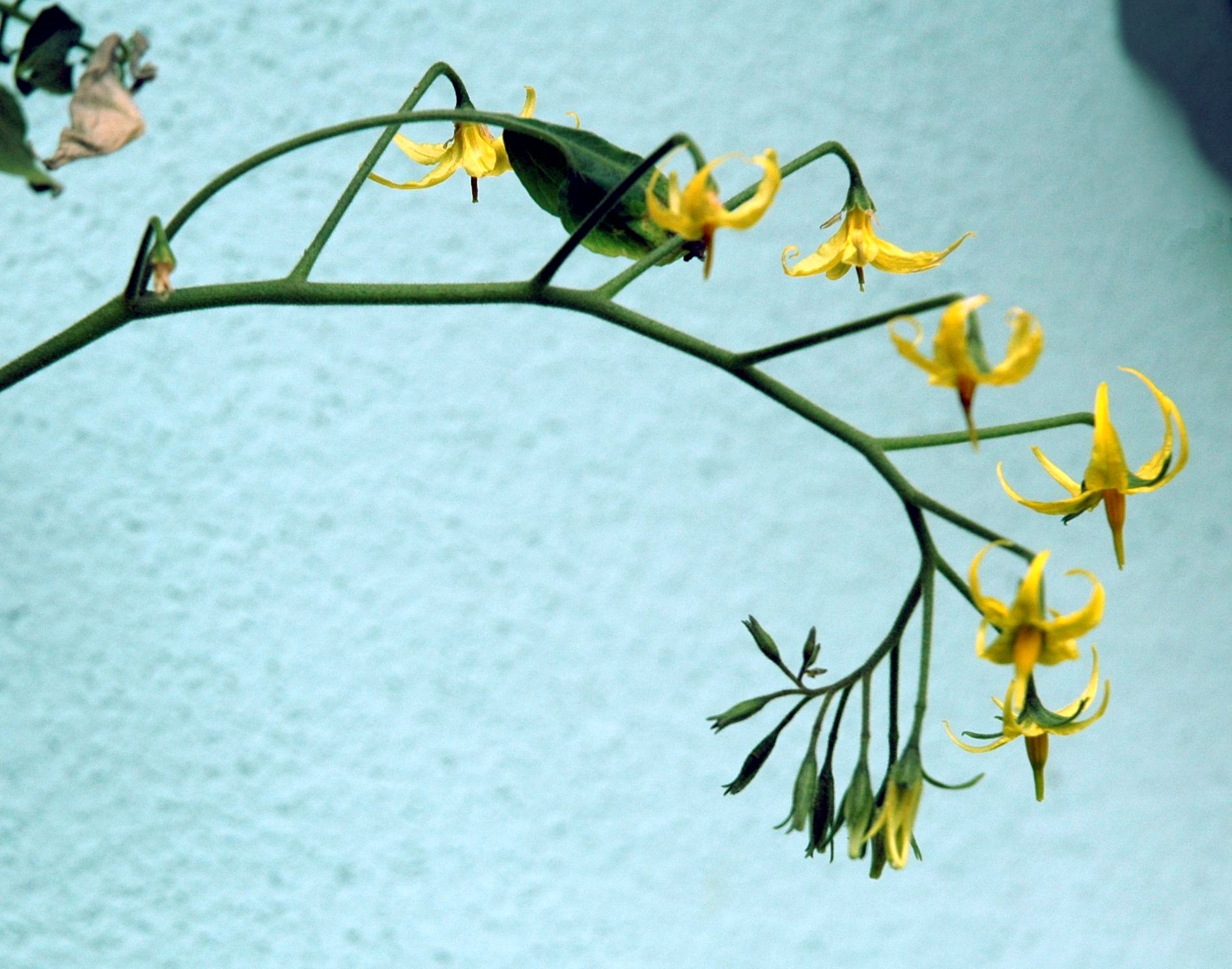
Inflorescencia de Solanum pimpinellifolium, un pariente silvestre del tomate.

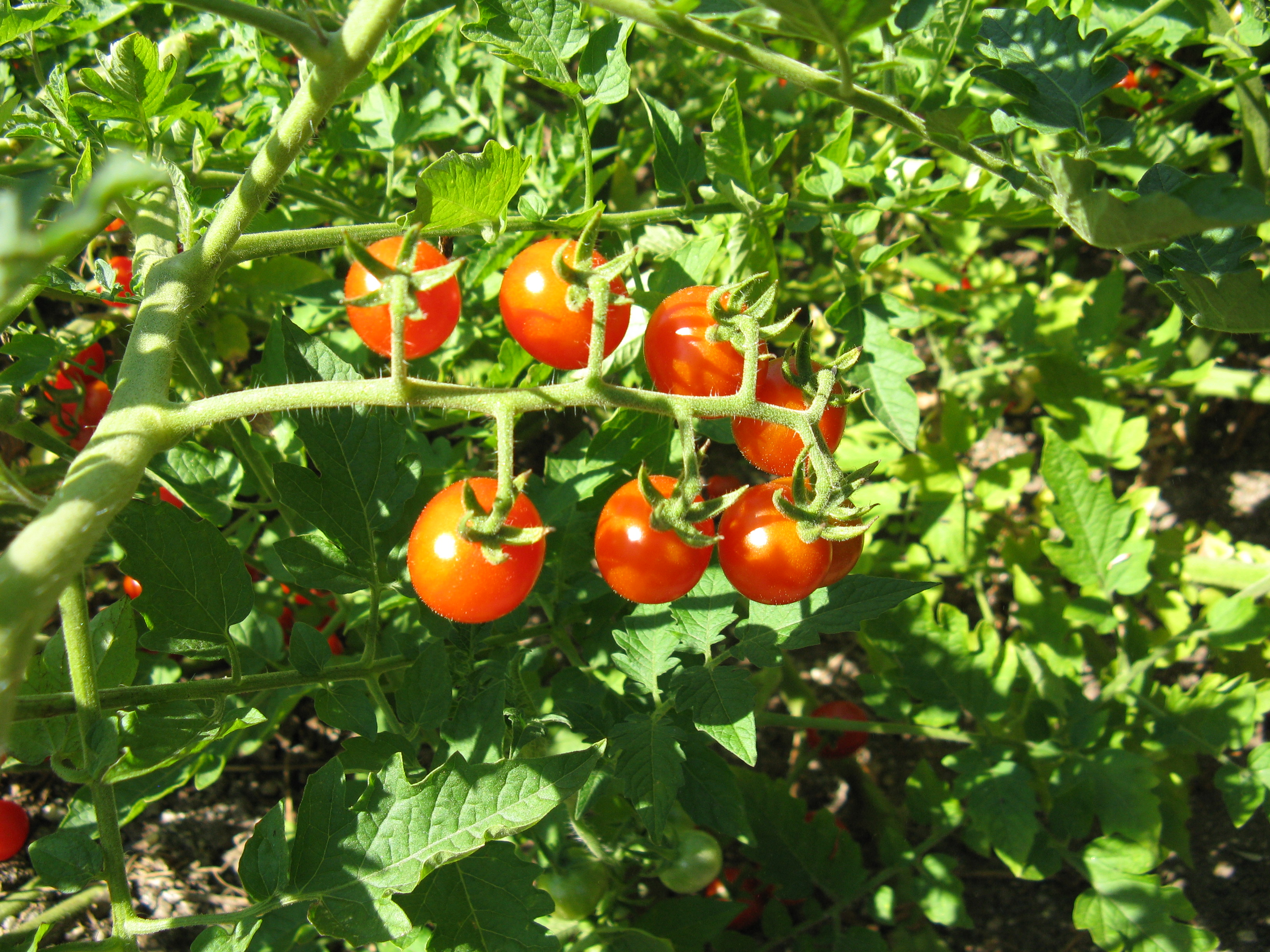
Frutos de Solanum pimpinellifolium.

Los miembros de la sección Lycopersicon son plantas herbáceas, a pesar de que pueden presentar crecimiento secundario. En sus hábitats naturales se comportan como anuales debido a que las heladas o la sequía las mata tras completar su primera estación de crecimiento. En todas las especies el tallo es inicialmente erecto, pero luego, debido al peso de las ramas, las plantas se postran y hasta enraízan en los nudos que tocan el suelo. Solanum lycopersicum, S. habrochaites, S. chilense, y algunas razas de S. peruvianum son robustas y pueden mantener el hábito de crecimiento erecto durante más tiempo hasta que alcanzan los 80-100 cm de altura. Todas las especies producen ramificaciones muy largas, las que en algunos casos —como en  S. pimpinellifolium y S. lycopersicum— pueden crecer hasta los 4 m de longitud. La pubescencia, una variable que caracteriza a todas estas especies, es particularmente abundante en S. habrochaites y S. pennellii. Otras variables, tales como la forma y el tamaño de las hojas, de la flor y el color del fruto, son muy diferentes entre las distintas especies de tomates silvestres.
Las hojas son imparipinadas, con 2 a 6 folíolos opuestos o sub-opuestos, sésiles o peciolados. Existe una gran variación inter e intraespecífica para el tipo de hoja: las hay pinnadas o bipinnadas, con folíolos primarios, secundarios o terciaros. La inflorescencia típica en estas especies es una cima con diferentes tipos de ramificaciones. Las flores son amarillas y, como en las restantes solanáceas, con los sépalos soldados entre sí en su base y los pétalos unidos en toda su longitud. Asimismo, el tamaño y la forma de las flores varía entre las diferentes especies, desde grandes flores con forma de estrella hasta flores rotadas con estigmas muy excertos.

## Distribución y hábitats
Se distribuyen enteramente por América, vegetando en los Andes sudamericanos desde el centro de Ecuador a través de Perú y hasta el norte de Chile y en las Islas Galápagos, donde crecen las especies endémicas Solanum cheesmaniae y Solanum galapagaense. Solanum lycopersicum, el ancestro  silvestre inmediato del tomate cultivado, se halla distribuido más ampliamente que las restantes especies de tomates silvestres, ya que habita México, Colombia, Bolivia y otros países sudamericanos. Esta amplia distribución, cuando comparada con respecto a las otras especies relacionadas, debe  haberse llevado a cabo por el ser humano en tiempos históricos. Los tomates silvestres habitan en una gran cantidad de hábitats, desde el nivel del mar hasta alturas de más de 3000 m s. n. m., desde las áridas costas del Pacífico hasta las tierras altas húmedas de Los Andes. Numerosos valles, formados por ríos que llevan sus aguas al Pacífico, caracterizan las laderas occidentales de Los Andes. Las poblaciones de tomates silvestres crecen a diferentes altitudes en esos valles estrechos, se hallan aisladas geográficamente entre sí y están adaptadas a condiciones de suelo y microclimas muy particulares. Esta diversidad de hábitats ha contribuido a la gran variabilidad que se puede encontrar entre los tomates silvestres.

## Diversidad, genética y evolución del modo de reproducción
Las especies silvestres de tomate se diferencian entre sí por su modo de reproducción. Así, hay especies autoincompatibles (AI), es decir que pese a ser hermafroditas no producen semillas cuando son polinizadas con su propio polen y, por lo tanto, son alógamas. Por otro lado, hay especies que usualmente se autopolinizan y autofecundan, se dice que son autocompatibles (AC) y, por ende, autógamas. Entre ambos extremos, finalmente, hay especies que presentan poblaciones AI y AC, y otras que son usualmente AI pero pueden dar una proporción de semillas por autofecundación (se las llama alógamas facultativas).
El grado en que los estigmas se elongan por arriba de los estambres (variable que se denomina "excerción de los estigmas") es un determinante central en la posibilidad de polinización cruzada y, por ende, de la alogamia en estas especies. Las especies relacionadas con el tomate que son AI obligadas o facultativas presentan flores con los estigmas muy excertos. En contraste, otras especies tales como el tomate cultivado, presentan los estigmas insertos lo que promueve la autopolinización. Se ha observado que una región del genoma del tomate (un "QTL", acrónimo inglés para designar un locus que determina o gobierna un carácter cuantitativo) denominada se2.1 es responsable de una gran proporción de la variabilidad fenotípica observada para este carácter y que las mutaciones en este locus están involucradas en la evolución desde la alogamia hacia la autogamia en estas especies. La localización de este QTL en el genoma del tomate ha permitido concluir que se2.1 es un locus complejo que comprende por lo menos 5 genes estrechamente ligados, uno que controla la longitud del estilo, 3 que controlan el tamaño de los estambres y el último que gobierna la dehiscencia de las anteras. Este grupo de genes representaría los vestigios de un complejo ancestral de genes co-adaptados que controlan el tipo de apareamiento en estas especies de Solanum. En 2007 se ha avanzado un paso más en la comprensión de este grupo de genes, ya que se ha determinado la secuencia de bases del locus Style2.1, el gen responsable de la longitud del estilo. Este gen codifica un factor de transcripción putativo que regula el alargamiento celular de los estilos en desarrollo. La transición desde la AI a la AC estuvo acompañada, más que por un cambio en la proteína STYLE2.1, por una mutación en el promotor del gen style2.1 que dio como resultado la disminución en la expresión de ese gen durante el desarrollo floral y, por ende, el acortamiento consecuente de la longitud de los estilos.

## Taxonomía

### Historia taxonómica
Desde que el tomate cultivado fue introducido en Europa en el siglo XVI, los botánicos han reconocido la estrecha relación de esta especie con otras del género Solanum. De hecho, durante el siglo XVII se le conocía como Solanum pomiferum. El botánico francés Joseph Pitton de Tournefort en 1694 fue el primero en considerar a los tomates cultivados como un género distinto, al que denominó Lycopersicon (del griego "lobo melocotón"). Tournefort agrupó a las especies con grandes frutos multiloculares en el género Lycopersicon y mantuvo a las especies con frutos con dos lóculos en Solanum. Sin embargo, actualmente se sabe que muchas especies de Solanum también presentan muchas cavidades o lóculos en sus frutos.
En su obra Species Plantarum, Carlos Linneo clasificó  a los tomates en el género Solanum, y describió a S. lycopersicum y a S. peruvianum. Antoine-Laurent de Jussieu en 1789 también incluyó a los tomates en Solanum. El botánico inglés Philip Miller, sin embargo, siguió el criterio de Tournefort y formalmente describió el género Lycopersicon.  Más tarde, el mismo Miller en 1768 publicó válidamente la diagnosis de L. esculentum, (la especie tipo), L. peruvianum y L. pimpinellifolium.
La circunscripción de Miller incluía a la papa, Solanum tuberosum, y a otras dos especies de Solanum dentro del género Lycopersicum pero, en sus últimos trabajos directamente fusionó ambos géneros. Siguiendo a los trabajos de Miller y Tournefort una gran cantidad de botánicos clásicos y modernos han reconocido a Lycopersicon como un género distinto de Solanum, tales como el francés Michel Félix Dunal,  los ingleses George Bentham y Joseph Dalton Hooker en su sistema de clasificación, el estadounidense Donovan Stewart Correll, el australiano David Eric Symon, y dos célebres taxónomos de Solanáceas, el estadounidense de origen canadiense William Gerald D'Arcy, y el argentino Armando Theodoro Hunziker. Asimismo, el genetista estadounidense Charles M. Rick, especializado en el tomate y sus especies silvestres relacionadas, también reconoció a Lycopersicon.

### Relaciones con otros grupos
Dentro del género Solanum, el tomate y sus congéneres silvestres se agrupan en la sección Lycopersicon del subgénero Potatoe.  A través de los estudios filogenéticos sobre datos moleculares y morfológicos se demostró que los integrantes de esta sección taxonómica conforman un grupo monofilético. Las relaciones con otros grupos dentro del género se muestra en el siguiente cladograma:
```
       ┌───── Sección 
Lycopersicoides
                  │
       │                                               │
    ┌──┤  ┌── Sección 
Juglandifolia
                    │ 
Tomate
 y 
tomates silvestres

    │  └──┤                                            │
 ┌──┤     └── Sección 
Lycopersicon
                     │ 
 │  │                                                                         
─┤  └──────── Sección 
Petota
                           │ 
Papa
 y 
papas silvestres

 │
 └─────────── Sección 
Etuberosum
```

### Listado de especies, sus sinónimos y algunas de sus características
Los tomates silvestres se agrupaban hasta hace poco tiempo en el género Lycopersicum. Actualmente, ya incluidas en el género Solanum, se siguen descubriendo y clasificando nuevas especies de tomates, como por ejemplo Solanum arcanum y S. huaylasense en el 2005.
Aparte de presentar una gran variabilidad en su morfología y fisiología, estas especies pueden distinguirse entre sí por la coloración de sus frutos y por su modo de reproducción. La tabla que se provee a continuación lista todas las especies de tomates silvestres (incluyendo al ancestro silvestre del tomate cultivado, Solanum lycopersicum), sus sinónimos, el color de sus frutos y su modo de reproducción.
Las relaciones filogenéticas entre las especies no están todavía totalmente aclaradas. Sin embargo, se supone que Solanum pennellii es basal para todas las demás especies de la sección y el único representante del grupo Neolycopersicon. Las cuatro especies del grupo Eriopersicon, presentan generalmente inflorescencias ramificadas y frutos verdes. En el grupo Arcano se clasifican tres especies con inflorescencias no ramificados, con frutos verdes y preferentemente autógamas. El grupo Lycopersicon, finalmente, incluye cuatro especies de frutos de color a anaranjado. En este último grupo se ubica al tomate cultivado, Solanum lycopersicum.
| Especie                                                                                           | Sinónimo                          | Color del fruto                                  | Modo de reproducción               |
| ------------------------------------------------------------------------------------------------- | --------------------------------- | ------------------------------------------------ | ---------------------------------- |
| Grupo Neolycopersicon                                                                             |                                   |                                                  |                                    |
| Solanum pennellii Correll                                                                         | Lycopersicon pennellii            | Verde.                                           | Usualmente AI, hay poblaciones AC. |
| Grupo Eryopersicon                                                                                |                                   |                                                  |                                    |
| Solanum chilense (Dunal) Reiche                                                                   | Lycopersicon chilense             | Verde a verde blanquecino con estrías púrpuras.  | AI, alógama                        |
| Solanum corneliomuelleri J.F.Macbr.                                                               | parte de Lycopersicon peruvianum  | Verde con estrías verde oscuras o púrpuras.      | AI, alógama                        |
| Solanum habrochaites S.Knapp & D.M. Spooner                                                       | Lycopersicon hirsutum             | Verde con estrías más oscuras.                   | AI, alógama                        |
| Solanum huaylasense Peralta & S.Knapp                                                             | parte de Lycopersicon peruvianum  | Verde con estrías púrpuras.                      | AI, alógama                        |
| Solanum peruvianum L.                                                                             | Lycopersicon peruvianum           | Verde a verde blanquecino con reflejos púrpuras. | AI, alógama                        |
| Grupo Arcanum                                                                                     |                                   |                                                  |                                    |
| Solanum arcanum Peralta                                                                           | parte de Lycopersicon peruvianum  | Verde con estrías verde oscuras.                 | AI, alógama                        |
| Solanum chmielewskii (C.M.Rick, Kesicki, Fobes & M.Holle) D.M. Spooner, G.J.Anderson & R.K.Jansen | Lycopersicon chmeilewskii         | Verde estrías verde oscuras o púrpuras.          | AC, alógama facultativa.           |
| Solanum neorickii D.M.Spooner, G.J.Anderson & R.K.Jansen                                          | Lycopersicon parviflorum          | Verde con estrías verde oscuras o púrpuras.      | AC, altamente autógama.            |
| Grupo Lycopersicon                                                                                |                                   |                                                  |                                    |
| Solanum cheesmaniae (L.Riley) Fosberg                                                             | Lycopersicon cheesmaniae          | Amarillo, anaranjado.                            | AC, exclusivamente autógama.       |
| Solanum galapagense S.C.Darwin & M.I. Peralta                                                     | parte de Lycopersicon cheesmaniae | Amarillo, anaranjado.                            | AC, exclusivamente autógama.       |
| Solanum lycopersicum L.                                                                           | Lycopersicon esculentum           | Rojo.                                            | AC, autógama.                      |
| Solanum pimpinellifolium L.                                                                       | Lycopersicon pimpinellifolium     | Rojo.                                            | AC, autógama.                      |

## Importancia económica

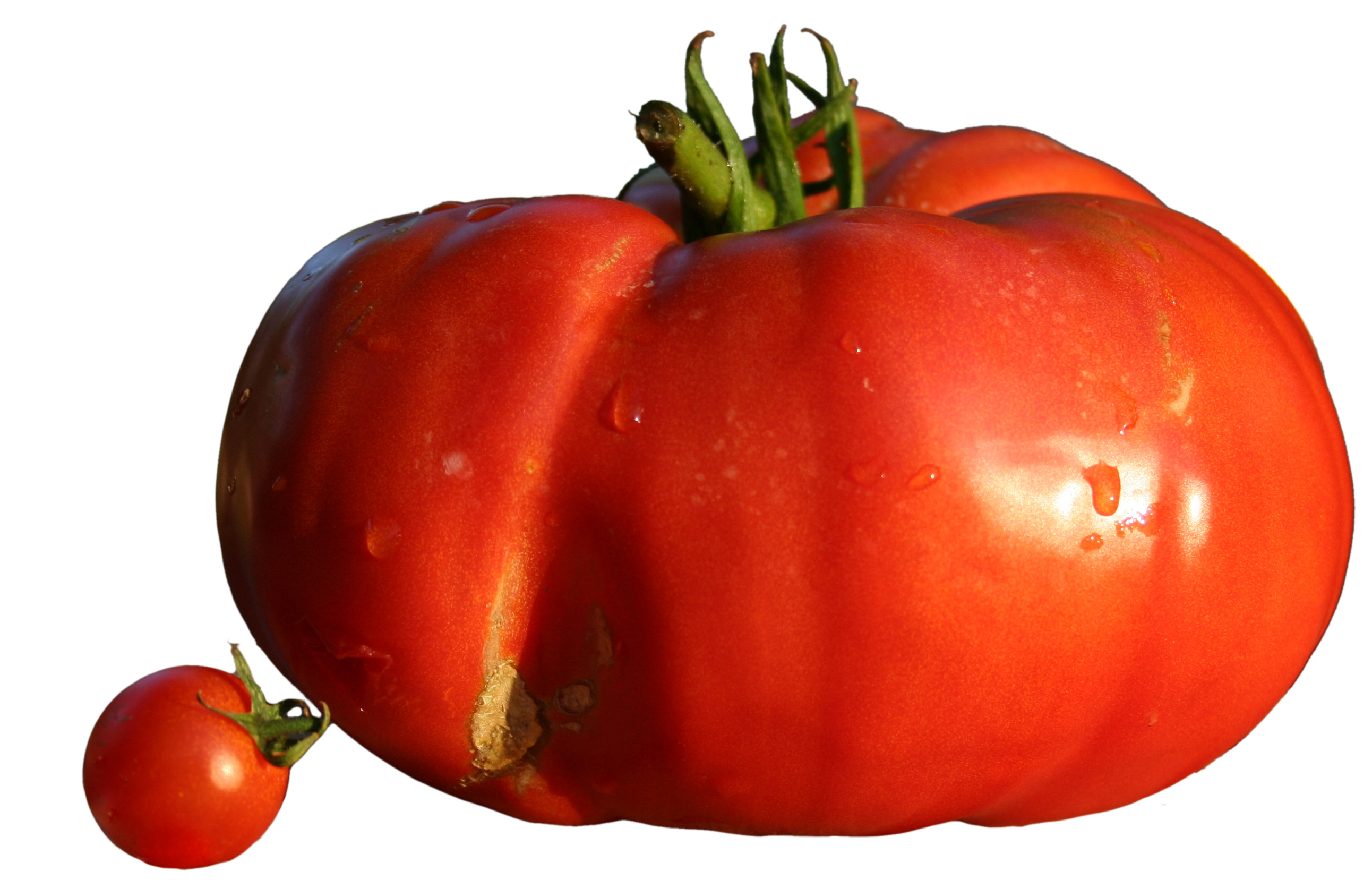
Un tomate cereza, la forma silvestre del tomate, al lado de un tomate cultivado de la variedad "beefsteak" ("corazón de buey"). Nótese el incremento de tamaño del fruto logrados por la domesticación y el mejoramiento genético de esta especie.

El ancestro más probable del tomate cultivado es el tomate cereza o cherry silvestre (usualmente identificado como Solanum lycopersicum var cerasiforme), el cual crece  silvestre en varias regiones tropicales o subtropicales de todo el mundo, escapado de cultivo o accidentalmente introducido.
Los cambios evolutivos más importantes durante el proceso de domesticación han sido la reducción de la base genética y un incremento del tamaño del fruto.
A través del tiempo, el mejoramiento genético del tomate ha debido suplementar la variabilidad genética del cultivo con varios genes provenientes de los tomates silvestres, con los que se halla genéticamente relacionada. Las especies exóticas han sido cruzadas con el tomate cultivado como fuentes de genes de resistencia a enfermedades —tales como virosis, fungosis, y bacteriosis—, a nemátodos, a insectos, a condiciones ambientales adversas, como así también como fuente de variabilidad para caracteres relacionados con la calidad y la maduración del fruto.